# Balatonfűzfő
Het stadje Balatonfűzfő ligt in Hongarije in het Veszprém comitaat. De gemeente ligt in de noordhoek van het Balatonmeer en op 6 km ten oosten van Balatonalmádi en 6 km van het zuidelijk gelegen Balatonkenese.
Vanwege zijn chemische fabriek was het een onaantrekkelijke plaats voor toerisme. Na de sluiting van de chemische fabriek gaat het dorp volledig op de schop en probeert met aansluiting te vinden bij de grotere badplaatsen met onder andere een vernieuwing van het strand, een grote luxe haven, een bobbaan met avonturenpark. Men kan van hier naar Zirc, met een abdij in barokstijl, en naar de stad Veszprém.